# 나마리에

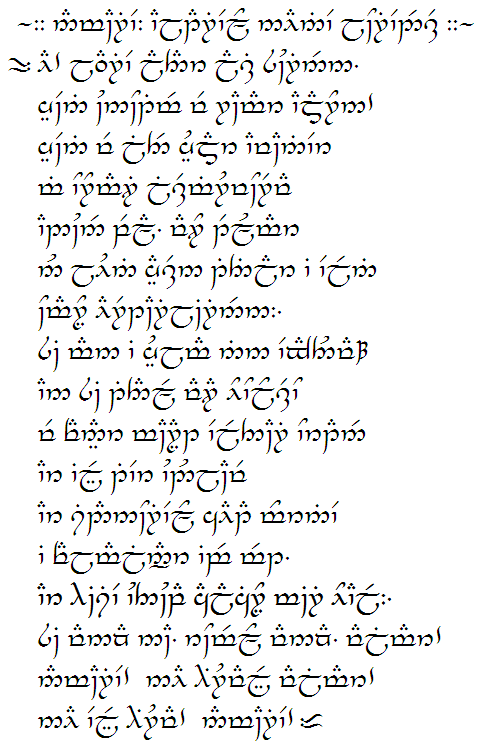
텡과르 문자로 쓴 퀘냐로 된 나마리에의 전체 내용

나마리에(Namárië;'갈라드리엘의 애가(Galadriel's lament)'라고도 불림)는 J.R.R. 톨킨의 판타지 저작인 반지의 제왕의 1부 반지 원정대의 2권 8장에 나오는 퀘냐로 된 시이다. 시의 제목은 '안녕(farewell)'을 의미한다.
이 시는 반지의 제왕에서 가장 긴 퀘냐 텍스트이며, 퀘냐로 된 텍스트로는 말키랴 다음으로 길다. 엘프어->영어로의 해석이 원서에 있으나, 이것은 직역이라기보다는 의역에 가깝다.(소설 내에서도 역시 어느 정도의 시간이 경과한 후 가상의 저자 프로도가 번역한 것으로 되어 있다). 많은 톨킨의 팬들이 소설 속에서 쓰이는 문자인 텡과르를 익히기 위해 종종 쓰면서 연습한다. 또한, 이 시는 몇몇 음악으로도 만들어졌다. 길은 끊임없이 이어진다오에서도 음반화되었으며, 일부 사람들에 의해 작곡되기도 했다.
다음은 퀘냐 원문과, 톨킨의 영문 해석, 그리고 한국어 해석이다.
Ai! laurië lantar lassi súrinen,
아! 바람에 잎들이 금빛으로 떨어지네,
(Ah! Like gold falls the leaves in the wind)
yéni únótimë ve rámar aldaron!
나무의 날개들처럼 수많은 세월이!
(Long years numberless as the wings of trees!)
Yéni ve lintë yuldar avánier
우아한 홀에서의 가벼운 꿀술 한 모금.
(The long years have passed like swift draughts)
mi oromardi lissë-miruvóreva
긴 세월은 그와 같이 스쳐 지나갔다.
(of the sweet mead in lofty halls)
Andúnë pella, Vardo tellumar
서부를 지나, 푸른빛 바르다의 둥근 천장 아래,
(beyond the West, beneath the blue vaults of Varda)
nu luini yassen tintilar i eleni 
그곳 , 홀이 있는 곳은 별들이 제 몸을 떠는 곳이니,
(wherein the stars tremble)
ómaryo airetári-lírinen.
그녀가 가진 거룩하고 여왕다운 목소리의 노래 속이라.
(in the song of her voice, holy and queenly.)
Sí man i yulma nin enquantuva?
이제 누가 나를 위해 잔을 다시 채울 것인가?
(Who now shall refill the cup for me?)
An sí Tintallë Varda Oiolossëo
이제 빛을 발하는 그 분 바르다, 별들의 여왕이
(For now the Kindler, Varda, the Queen of the stars,)
ve fanyar máryat Elentári ortanë
영원토록 흰 산에서 구름처럼 손을 들어올리셨다지.
(from Mount Everwhite has uplifted her hands like clouds)
ar ilyë tier undulávë lumbulë
그리하여 모든 길이 그림자 속 깊이 잠겼고
(and all paths are drowned deep in shadow;)
ar sindanóriello caita mornië
회색의 영지 밖으로는 우리 사이
(and out of a grey country darkness lies)
i falmalinnar imbë met,
거품 문 파도 위에 얹혀 암흑이 놓여
(on the foaming waves between us,)
ar hísië untúpa Calaciryo míri oialë.
안개가 칼라키르야의 보석을 영원토록 가리네.
(and mist covers the jewels of Calacirya for ever.)
Sí vanwa ná, Rómello vanwa, Valimar!
이제 잃어버린 것. 동쪽의 이들은 발리마르를 잃었다.
(Now lost, lost to those of the East is Valimar!)
Namárië! Nai hiruvalyë Valimar!
안녕히! 그대도 발리마르를 찾아야 할지 모르는 것이니!
(Farewell! Maybe thou shalt find Valimar!)
Nai elyë hiruva! Namárië!
그대도 그곳을 찾아야 하니 나는 작별을 고하네.
(Maybe even thou shalt find it! Farewell!)